# Євген Сапроненко
Євген Сапроненко (латис. Jevgēņijs Saproņenko, нар. 11 листопада 1978, Рига, Латвія) — латвійський гімнаст, срібний призер Олімпійських ігор 2004 року, призер чемпіонатів світу.

## Виступи на Олімпіадах
| Олімпіада  | Дисципліна         | Місце |
| ---------- | ------------------ | ----- |
| Афіни 2004 | абсолютна першість | 92    |
| Афіни 2004 | опорний стрибок    | 2     |